# مکتب کیتو

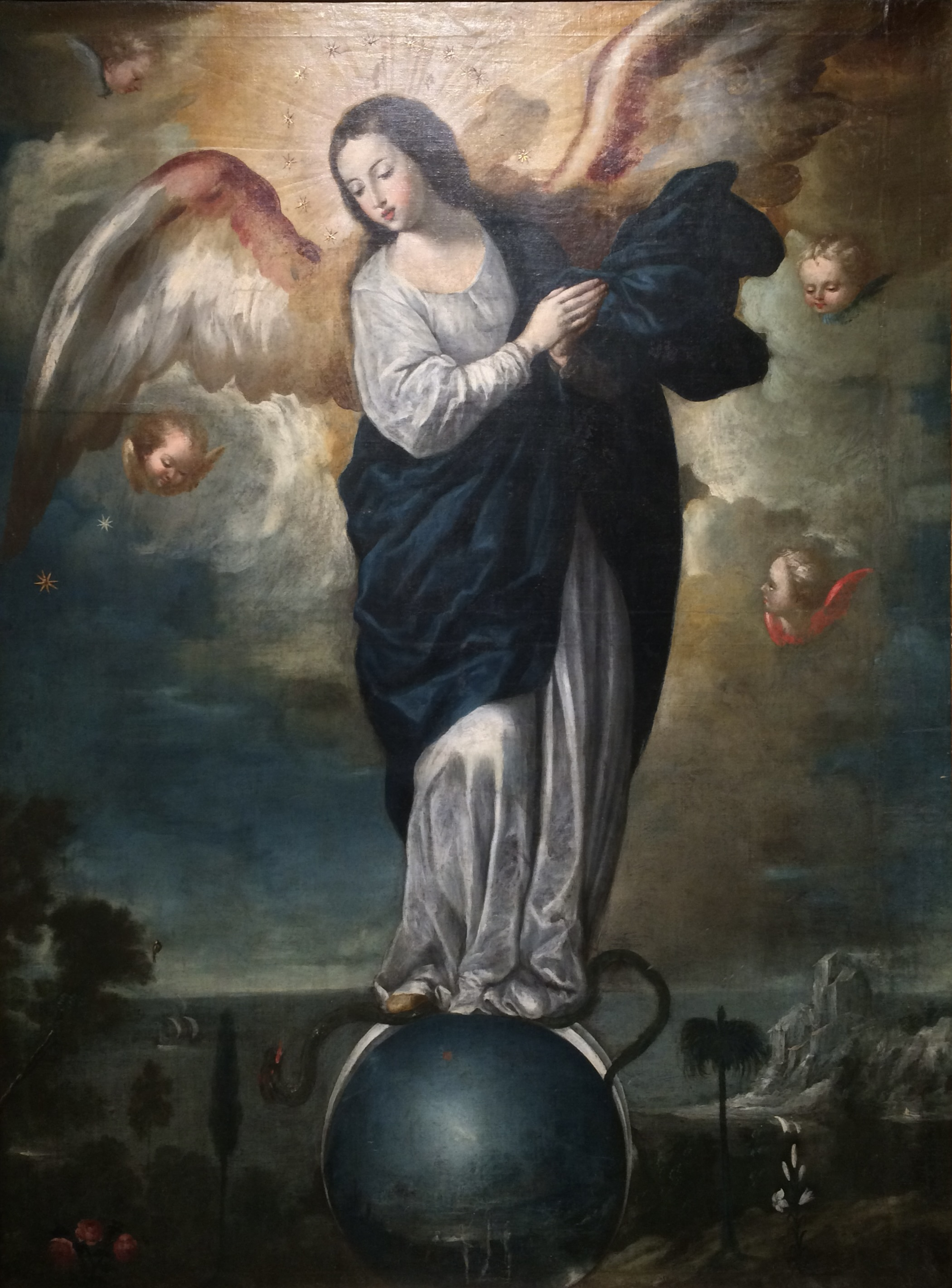
La Virgen alada del Apocalípsis ("باکره بالدار آخرالزمان") اثر میگل د سانتیاگو، قرن هفدهم میلادی.

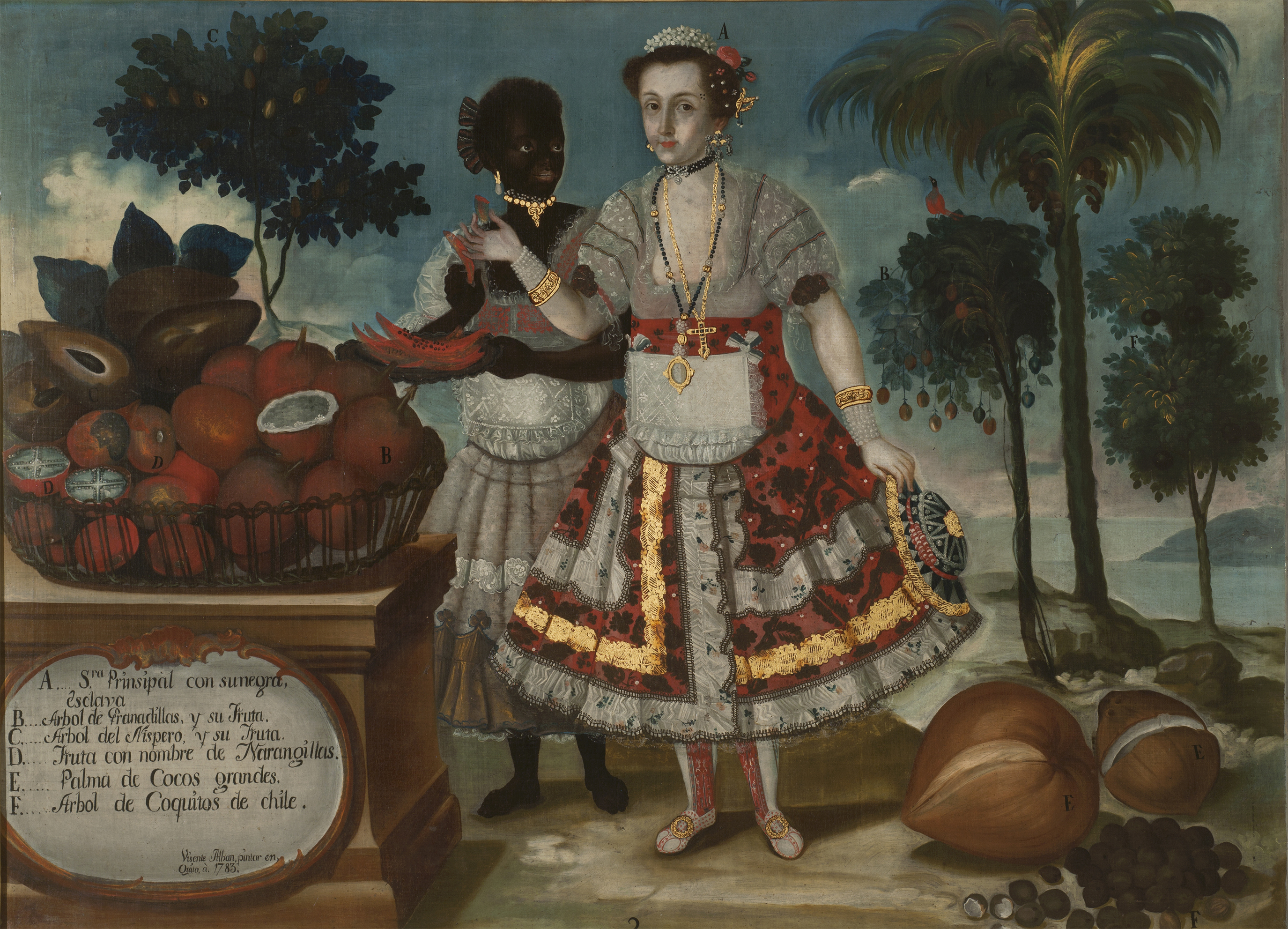
Retrato de una señora principal con su negra esclava («پرتره بانوی ماترون کیتو با برده سیاهش») اثر ویسنته آلبان، ۱۷۸۳. رنگ روغن روی بوم ۸۰*۱۰۹ سانتی‌متر. مادرید، موزه قاره آمریکا.

مکتب کیتو (Escuela Quiteña) یک سنت هنری استعماری در آمریکای لاتین است که اساساً کل محصول هنری حرفه ای توسعه یافته در قلمرو تماشاگران سلطنتی کیتو - از پاستو و پوپایان در شمال تا پیورا و کاجامارکا در جنوب - را در دوران استعمار اسپانیا (۱۵۴۲–۱۸۲۴) تشکیل می‌داد. این سبک به ویژه به قرن ۱۷ و ۱۸ میلادی مرتبط است و تقریباً منحصراً بر هنر مذهبی کلیسای کاتولیک در ناحیه متمرکز بود. این سبک هنری که با تسلط بر واقعیت و میزان مشهود بودن باورهای بومی و سنت‌های هنری متمایز می‌شود، یکی از مهم‌ترین فعالیت‌ها در اقتصاد مخاطبان سلطنتی کیتو بود. اعتبار جنبش حتی در اروپا به حدی رسیده بود که گفته می‌شد کارلوس سوم، پادشاه اسپانیا (۱۷۱۶–۱۷۸۸) به کارگزاران خود می‌گفت: «اگر ایتالیا میکل آنژ را دارد، خیالی نیست؛ من در مستعمرات آمریکایم، استاد کاسپیکارا را دارم.»